# Don Muraco
Donald Muraco (født 10. september 1949) er en amerikansk pensioneret professionel wrestler. Han er bedst kendt for sine optrædener med World Wrestling Federation fra 1981 til 1988, hvor han afholdt WWF Intercontinental Heavyweight Championship ved to lejligheder og blev udnævnt til den indviende vinder af King of the Ring-turneringen i 1985. Muraco blev optaget i WWE Hall of Fame-klassen fra 2004.  
Han kendes bl.a. som den oprindelige "The Rock", før Dwayne Johnson i 1980'ernes Saturday Night's Main Event på Sky plc og Eurosport, hvor han kunne ses med Tie-dye skjorter og Andrew Lloyd Webbers Jesus Christ Superstar som indgangstema eller -musik, hvilket han havde overtaget fra sin manager "Superstar" Billy Graham